# Leucochrysa prisca
Leucochrysa prisca (лат.) — ископаемый вид сетчатокрылых насекомых из рода Leucochrysa семейства златоглазки (Chrysopidae). Обнаружены в миоценовых доминиканских янтарях Центральной Америки. Доминиканская Республика.
Длина переднего крыла около 10 мм, длина тела 6,6 мм, ширина пронотума 0,73 мм, (его длина 0,63 м). Вместе с другими ископаемыми видами златоглазок, такими как Chrysopa glaesaria и Chrysopa vetula, являются одними из древнейших представителей Chrysopidae. Вид был впервые описан в 2007 году американскими палеоэнтомологами Майклом Энджелом (Engel M.) и Дэвидом Гримальди (Grimaldi D. A.).